# Flattach
Flattach ist eine Gemeinde mit 1151 Einwohnern (Stand 1. Jänner 2024) im Süden von Österreich im Bezirk Spittal an der Drau in Kärnten.

## Geographie
Der Hauptort liegt im Mölltal auf 699 m Seehöhe. Auch die meisten anderen Ortsteile liegen im Mölltal, während der flächenmäßig größte Teil des Gemeindegebietes auf das Seitental der Fragant entfällt. Das 98,7 km² große Gemeindegebiet wird nördlich von der Goldberggruppe und südlich von der Kreuzeckgruppe begrenzt. Höchster Punkt ist das Schareck mit 3122 m ü. A.

### Gemeindegliederung
Die Gemeinde Flattach mit den beiden Katastralgemeinden Flattach und Fragant umfasst neun Ortschaften (in Klammern Einwohnerzahl Stand 1. Jänner 2024):
- Außerfragant (239)
- Flattach (387)
- Flattachberg (92)
- Grafenberg (23)
- Innerfragant (58)
- Kleindorf (144)
- Laas (83)
- Schmelzhütten (87)
- Waben (38)

### Nachbargemeinden

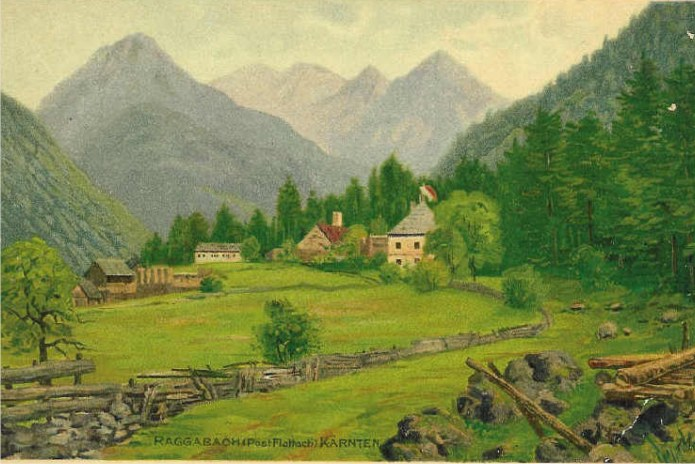
Schmelzhütten um 1900

| Rauris (ZE)   | Bad Gastein (JO)                            | Mallnitz    |
| Großkirchheim | Kompassrose, die auf Nachbargemeinden zeigt | Obervellach |
| Mörtschach    | Stall                                       |             |

## Geschichte
Der Name Flattach leitet sich vermutlich vom alpenslawischen blato für Moos ab. Die erste urkundliche Erwähnung erfolgte als Fletschah im Jahr 1267.
In den vergangenen Jahrhunderten spielte der Bergbau eine wichtige Rolle. Gold wurde in der Wurten, Eisen in der Raggaalm und Kupfer in der Großfragant abgebaut. Der letzte Stollen wurde 1921 geschlossen.
Die Gemeinde Flattach konstituierte sich erst 1895 durch Ausgliederung aus der Marktgemeinde Obervellach. Im Verlauf des 20. Jahrhunderts wurden der Tourismus (Raggaschlucht und Skigebiet am Mölltaler Gletscher) sowie die Kraftwerksgruppe Fragant zu wirtschaftlich bedeutsamen Faktoren innerhalb der Gemeinde.

## Bevölkerung
Laut Volkszählung 2001 hat Flattach 1.373 Einwohner, davon besitzen 97,0 % die österreichische und 1,6 % die deutsche Staatsbürgerschaft. 95,1 % der Bevölkerung bekennen sich zur römisch-katholischen und 1,6 % zur evangelischen Kirche, 1,8 % der Bevölkerung ist ohne religiöses Bekenntnis.

### Bevölkerungsentwicklung
| Flattach: Einwohnerzahlen von 1869 bis 2024         | Flattach: Einwohnerzahlen von 1869 bis 2024 | Flattach: Einwohnerzahlen von 1869 bis 2024 | Flattach: Einwohnerzahlen von 1869 bis 2024 | Flattach: Einwohnerzahlen von 1869 bis 2024 |
| --------------------------------------------------- | ------------------------------------------- | ------------------------------------------- | ------------------------------------------- | ------------------------------------------- |
| Jahr                                                |                                             |                                             |                                             | Einwohner                                   |
| 1869                                                | 1869                                        |                                             | 1.056                                       | 1.056                                       |
| 1880                                                | 1880                                        |                                             | 957                                         | 957                                         |
| 1890                                                | 1890                                        |                                             | 940                                         | 940                                         |
| 1900                                                | 1900                                        |                                             | 915                                         | 915                                         |
| 1910                                                | 1910                                        |                                             | 1.046                                       | 1.046                                       |
| 1923                                                | 1923                                        |                                             | 1.002                                       | 1.002                                       |
| 1934                                                | 1934                                        |                                             | 1.077                                       | 1.077                                       |
| 1939                                                | 1939                                        |                                             | 1.016                                       | 1.016                                       |
| 1951                                                | 1951                                        |                                             | 1.178                                       | 1.178                                       |
| 1961                                                | 1961                                        |                                             | 1.333                                       | 1.333                                       |
| 1971                                                | 1971                                        |                                             | 1.412                                       | 1.412                                       |
| 1981                                                | 1981                                        |                                             | 1.368                                       | 1.368                                       |
| 1991                                                | 1991                                        |                                             | 1.325                                       | 1.325                                       |
| 2001                                                | 2001                                        |                                             | 1.373                                       | 1.373                                       |
| 2011                                                | 2011                                        |                                             | 1.239                                       | 1.239                                       |
| 2021                                                | 2021                                        |                                             | 1.189                                       | 1.189                                       |
| 2024                                                | 2024                                        |                                             | 1.151                                       | 1.151                                       |
| Quelle(n): Statistik Austria, Gebietsstand 1.1.2021 |                                             |                                             |                                             |                                             |

## Kultur und Sehenswürdigkeiten
- Katholische Pfarrkirche Flattach
- Katholische Filialkirche Unsere Liebe Frau in Außerfragant

## Wirtschaft und Infrastruktur
Von den beinahe 100 Quadratkilometer Gesamtfläche entfallen 37 auf Wald und 29 auf Almen. Mehr als ein Viertel der Fläche ist hochalpines Ödland, nur vier Prozent sind landwirtschaftliche Nutzfläche. Bis in die 1970er Jahre bestand ein Almweg, über den das Vieh von Kolm-Saigurn im Salzburgischen über den Fraganter Tauern (2754 m) auf die Hochweiden der Fragant getrieben wurde.
Von den rund 400 Arbeitsplätzen in der Gemeinde entfallen zwanzig auf die Landwirtschaft, 150 auf den Produktionssektor und 240 auf Dienstleistungen. Der größte Arbeitgeber im Produktionssektor ist die Energieversorgung, im Dienstleistungssektor sind es Beherbergung und Gastronomie.

### Kraftwerk
In Außerfragant befindet sich das Turbinenhaus der Kraftwerksgruppe Fragant, eines Speicherkraftwerkes der KELAG, das Wasser nicht nur aus Stauseen in der Fragant, sondern auch aus der Zirknitz und der Wölla bezieht.

### Tourismus

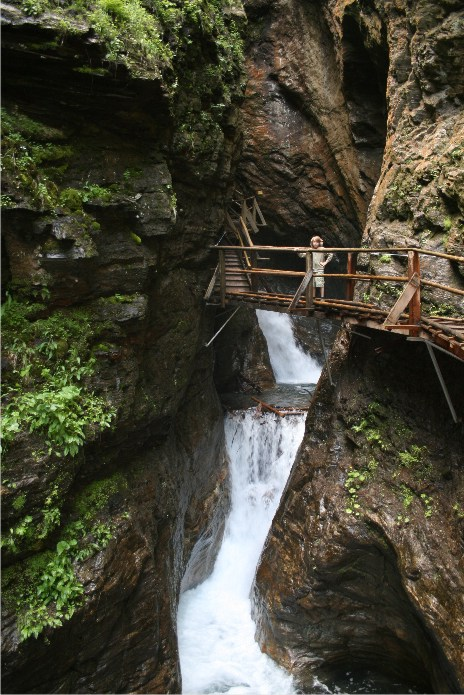
Naturschauspiel Raggaschlucht

Heute ist der Tourismus ein wichtiges Standbein. In der Gemeinde Flattach befindet sich der Mölltaler Gletscher. Weiters befinden sich die bekannte Raggaschlucht sowie die Duisburgerhütte des DAV, das Fraganter Schutzhaus und die Dr. Hans Widder-Jugendherberge des Alpenverein Klagenfurt (OeAV) sowie das Weißseehaus der Naturfreunde in der Gemeinde.
Flattach zählt rund 150.000 Übernachtungen im Jahr, wobei die Sommer- und die Wintersaison etwa gleich stark sind.

### Verkehr
Die Gemeinde Flattach liegt an der Mölltalstraße (B 106).

### Wildwasserarena Möll Flattach
Die 2014 gebaute Wildwasserarena Möll Flattach ist eine Wildwasseranlage mit fest installierten Slalomtoren im natürlichen Flussbett der Möll für das Wildwasserpaddeln, Playboating, Hydrospeed, Sit-on-Top und Rafting, sowie zum Trainieren und für Wettkämpfe im Wildwasserrennsport, Kanuslalom und Freestyle. Die Strecke ist 350 m lang, 15 m breit, hat einen Höhenunterschied von 3 m, einen mittleren Abfluss von 10–20 m³/s und wasserstandsabhängig den Schwierigkeitsgrad III. Auf der Strecke wurden 2015 Österreichischen Staatsmeisterschaften im Kajak-Slalom und im Kanu-Freestyle ausgetragen.

### Umweltthemen
- Energieverbrauch: Der Energieverbrauch betrug im Jahr 2019 rund 36.500 MWh. Dabei entfielen 14.600 MWh auf den Bereich Wohnen, 1.700 auf die Land- und Forstwirtschaft, 3.300 auf Industrie und Gewerbe, 5.700 auf Dienstleistungen und 11.200 MWh auf Mobilität.[12]
- Öffentlicher Verkehr: Von Flattach gibt es regelmäßige Busverbindungen Richtung Obervellach und Winklern.[13]
- Radweg: Durch das Mölltal verläuft der Glockner-Radweg R8.[14]
- Abfall: Die Gemeinde sammelt Altstoffe und Problemstoffe im Altstoffsammelzentrum bei der Gemeinde.[15]
- Naturschutz: In Flattach liegen das Landschaftsschutzgebiet Großfragant und die Naturschutzgebiete Bretterich, Kleinfragant und Wurten.[16]
- e5-Gemeinde: Flattach nimmt nicht am e5-Energie-Effizienzprogramm des Landes Kärnten teil (Stand 2023).[17]
- Gesunde Gemeinde: Flattach nimmt nach eigener Angabe an der Kärntner Initiative „Gesunde Gemeinde“ teil, wird vom Land Kärnten jedoch nicht als Teilnehmer geführt (Stand Februar 2023). Bei dieser Initiative fördert das Land Kärnten gesundheitsfördernde Maßnahmen in den Bereichen Ernährung, Bewegung, Sicherheit und Seelisches Wohlbefinden.[18][19]

## Politik

### Gemeinderat
Der Gemeinderat von Flattach hat 15 Mitglieder.
- Mit den Gemeinderats- und Bürgermeisterwahlen in Kärnten 2015 hatte der Gemeinderat folgende Verteilung: 8 ULF (Unabhängige Liste Flattach), 4 TAFF (Team Alternative für Flattach), 2 SPÖ, 1 FPÖ.[20]
- Seit den Gemeinderats- und Bürgermeisterwahlen in Kärnten 2021 hat der Gemeinderat folgende Verteilung: 10 ULF, 5 TAFF.[21]

### Bürgermeister
Direkt gewählter Bürgermeister ist seit 2009 Kurt Schober (ULF vorher FPK).

### Wappen
Die Gemeinde legte schon 1959 unter Hinweis auf eine frühere Verwendung mit dem Gezähe (Hammer und Schlegel) das Motiv eines Wappens fest, bekam dafür jedoch keine Bewilligung, und auch in der Folge konnten weitere Entwürfe wegen inhaltlicher oder formaler Mängel nicht berücksichtigt werden. Auch Versuche des Kärntner Landesarchivs, 1977 Elemente der Landschaft und Wirtschaft sowie später einen Krebs (slow. rak) als namengebendes Symbol für die Raggaschlucht einzubringen, schlugen fehl. 1990 beschloss die Gemeinde ein Wappen mit landschaftlich-touristischen Motiven (Seilbahn, Raggaschlucht), was jedoch aufgrund heraldischer Mängel von der Landesregierung nicht bewilligt wurde. So brachte erst ein weiterer Anlauf 2005 den Durchbruch, als aus einer Kombination verschiedener Entwürfe das Wappen in der heute gültigen Form festgelegt wurde – Flattach war damit die letzte Kärntner Gemeinde, der ein Wappen verliehen wurde.
Die Gemeinde erhielt am 8. Mai 2006 die Berechtigung zur Führung eines Wappens und einer Flagge mit folgender Beschreibung:
„Von Blau und Schwarz geteilt, oben mit silbernem Dreispitzberg, dessen mittlere Spitze den Hauptrand berührt, unten ein silberner Gegenkeil, an der Herzstelle ein rotes Peltonrad. Die Fahne zeigt die Farben Blau-Rot mit eingearbeitetem Wappen.“
Der silberne Keil stellt die markante Raggaschlucht dar, aus der die stilisierte Bergkulisse des Mölltaler Gletschers herausragt. Das rote Peltonrad steht für die Stromerzeugung durch das Speicherkraftwerk Fragant.

### Partnergemeinden
Flattach pflegt Partnerschaften mit
- Waghäusel in Baden-Württemberg (Deutschland)
- Szigetújfalu in Ungarn

## Persönlichkeiten

### Söhne und Töchter der Gemeinde
- Peter Egger (1809–1875), österreichischer Landwirt und Politiker
- Alois von Egger-Möllwald (1829–1904), Schuldirektor, Germanist und Mitglied des Abgeordnetenhauses 1873–1875
- Stanislaus Pacher (1892–1970), Politiker (SPÖ)
- Josef Winkler (* 1950), Förster und Politiker (ÖVP)
- Huby Mayer (* 1954), Musiker